# Leica M8
La Leica M8 és la primera càmera telemètrica digital de la sèrie M, presentada per Leica Camera AG el 14 de setembre de 2006. Utilitza un sensor d'imatge CCD APS-H de 10,3 megapíxels dissenyat i fabricat per Kodak.
Aquesta també és la segona càmera telemètrica digital, després de l'Epson R-D1.
La sèrie Leica M fou creada el 1913 i va ser la primera càmera de 35 mil·límetres, que dona origen a les càmeres de pas universal que coneixem avui en dia.
Les càmeres telemètriques són de visor paral·lel, és a dir que l'usuari no mira a través de l'objectiu, sinó a través d'un sistema de visor que mesura la distància a la qual s'ha d'enfocar mitjançant un telèmetre.
Aquest tipus de càmera en digital presenta grans dificultats tècniques. La distància entre el sensor i l'últim vidre dels objectius és massa curta de manera que això provoca problemes de vinyeta i de contaminació d'infraroig, ja que no porta filtre IR a sobre el sensor. D'aquesta manera el filtre IR es col·loca a sobre de l'objectiu, quan es realitza fotografia en color.

## Característiques
El cos de l'M8 és lleugerament més ample que el de les clàssiques MP i M7 (aproximadament un 14% més ample). És un cos totalment metàl·lic, fabricat d'un aliatge de magnesi d'alta resistència. La part superior i les plaques de la base es tallen de planxes de llautó, abans de rebre un acabat cromat negre o plata.

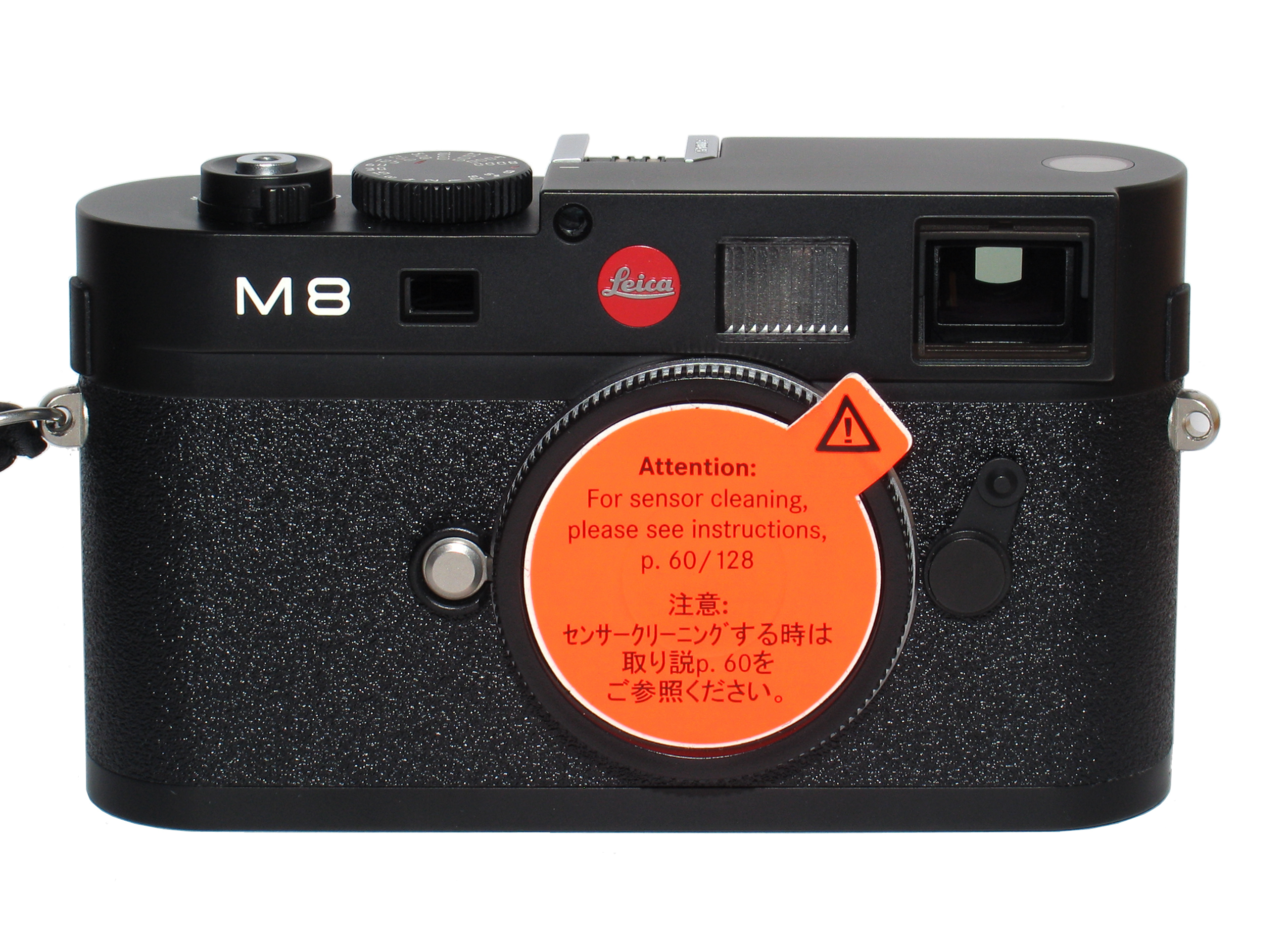
Leica M8 negre

El M8 és compatible amb totes les lents de muntura M de Leica existents, però alguns models més antics poden no oferir totes les funcions. Totes les lents es multipliquen per un factor de retall d'1,33x, ja que el seu sensor mesura 27x18mm en lloc de 36x24mm (35mm), per tant, una lent de 28mm actuarà aproximadament com un 35mm quan es munti a la M8.
Com que el filtre d'infrarojos sobre el sensor és relativament feble, es recomana afegir un filtre IR davant l'objectiu. A més, Leica opta per ometre el filtre Anti-Aliasing, citant el motiu de la resolució més alta de la lent. No obstant això, els artefactes de moiré poden ocórrer en escenes amb patrons geomètrics molt espaiats, com ara teixits o malles, edificis llunyans, baranes de balcons, sostres ondulats, etc.
L'M8 utilitza un obturador de pla focal de fulla metàl·lica. Pot disparar amb sincronització de flaix a 1/250 segons i té una velocitat màxima d'obturació d'1/8000 seg. El sistema de flaix utilitzat a l'M8 és M-TTL.
La càmera usa un sistema de codificació de 6 bits que identifica la lent en ús amb l'electrònica integrada al cos. El codi s'inclou en totes les lents Leica actuals. Per evitar una vinyeta excessiva a causa de la muntura de la lent més propera que en una DSLR i, per tant, un angle de raigs de llum més alt a la perifèria del sensor, s'usen microlents al CCD. El codi de 6 bits de les lents proporciona informació sobre les característiques de vinyeta òptica, permetent l'ajust del programari. L'M8 utilitza Adobe DNG com a format RAW i el convertidor Capture One LE (inclòs amb la càmera).

### KAF-10500 Sensor
El KAF-10500 és un sensor d'imatge CCD dissenyat per l'empresa fotogràfica nord-americana Eastman Kodak. El setembre de 2006 es va anunciar que el sensor s'havia d'utilitzar a la Leica M8, havent estat dissenyat específicament per a aquesta. La seva mida és de 18x27 mm (APS-H) i té 10,3 milions de píxels de 6,8 μm. En comparació amb la pel·lícula de 35mm, té un factor de retall d'1,33. Està calibrat per a un rang de sensibilitat ISO de 160 a 2500.
El sensor inclou òxid d'estany d'indi com a material constitutiu, que Kodak afirma que provoca un baix soroll, una alta sensibilitat i un ampli rang dinàmic. Està dissenyat per usar-se amb objectius de distàncies focals curtes, com les habituals a les càmeres de telèmetre, mitjançant la inclusió d'una matriu de microlents per reduir la caiguda d'intensitat des del centre fins a les cantonades de la imatge. Durant el Photokina de 2006 es van donar a conèixer més detalls i aspectes del sensor.

## Recepció
La Leica M8 va patir certa controvèrsia en el seu llançament a causa dels problemes de qualitat d'imatge reportats per alguns usuaris, especialment una sensibilitat extremadament alta a la llum infraroja, que feia que els colors negres apareguessin morats. Llavors, Leica va publicar un comunicat dient que enviaria dos filtres fotogràfics especials UV/IR gratuïts a tots els futurs compradors de la M8 i, a petició, per a tots els usuaris actuals d'aquesta. Els usuaris que tinguin altres problemes de qualitat d'imatge podien sol·licitar retornar la càmera per reparar-la.
Tanmateix, aquesta sensibilitat a la llum infraroja ha inspirat un nínxol de fotògrafs que utilitzen filtres fotogràfics els quals bloquegen l'espectre visible de la llum per fer fotografia infraroja.

## Actualització de programari
Leica va anunciar una actualització de programari el 31 de gener de 2008. Per mantenir l'M8 d'un usuari al dia amb les versions més recents, els propietaris poden enviar la seva càmera a Leica per a actualitzar-la. La primera actualització que s'ofereix sota aquest programa és un obturador millorat dissenyat per a un funcionament més silenciós, a costa d'una velocitat màxima d'obturació més lenta, d'1/4000 seg.
Des del 15 de novembre de 2014, la versió de microprogramari més recent és la 2.024.

## Variants

### M8.2
El 15 de setembre de 2008, Leica va anunciar la Leica M8.2. Aquesta, inclou totes les actualitzacions que s'ofereixen al programa d'actualitzacions, però la versió negra té un acabat rugós de vulcanita (a diferència de l'acabat cromat de l'estàndard).
S'ha afegit un mode S (prioritat d'obturació) al dial de velocitats, el qual només produeix JPEG. L'altre diferencia amb la M8, és que aquesta té un obturador més silenciós, amb un temps mínim d'obturació d'1/4000, en lloc d'1/8000 segons i un temps de sincronització de flash més lent, d'1/180 segons, en lloc d'1/250.
En aquesta versió s'ha inclòs una cobertura de safir a pantalla LCD i s'ha canviat el logotip de la marca vermell, per un de negre, més discret. S'han millorat les guies del visor, que en aquest model són més brillants i s'ha augmentat la capacitat màxima fins a 32Gb, ja que admet l'estàndard SDHC.

### M8.2 Safari
El 2009 es va presentar aquesta sèrie limitada de 500 unitats, la qual venia amb un kit que incloïa una Leica M8.2 pintada en verd oliva, un objectiu Leica Elmarit-M 28 mm f/2.8 ASPH amb acabat platejat i un estoig per a la càmera de la marca Billingham.
La inspiració per a aquesta sèrie limitada prové de les càmeres Leica que es van subministrar a l'exèrcit alemany i que s'usaven per a la vigilància i la fotografia documental durant els anys 60.

### M8 White Edition

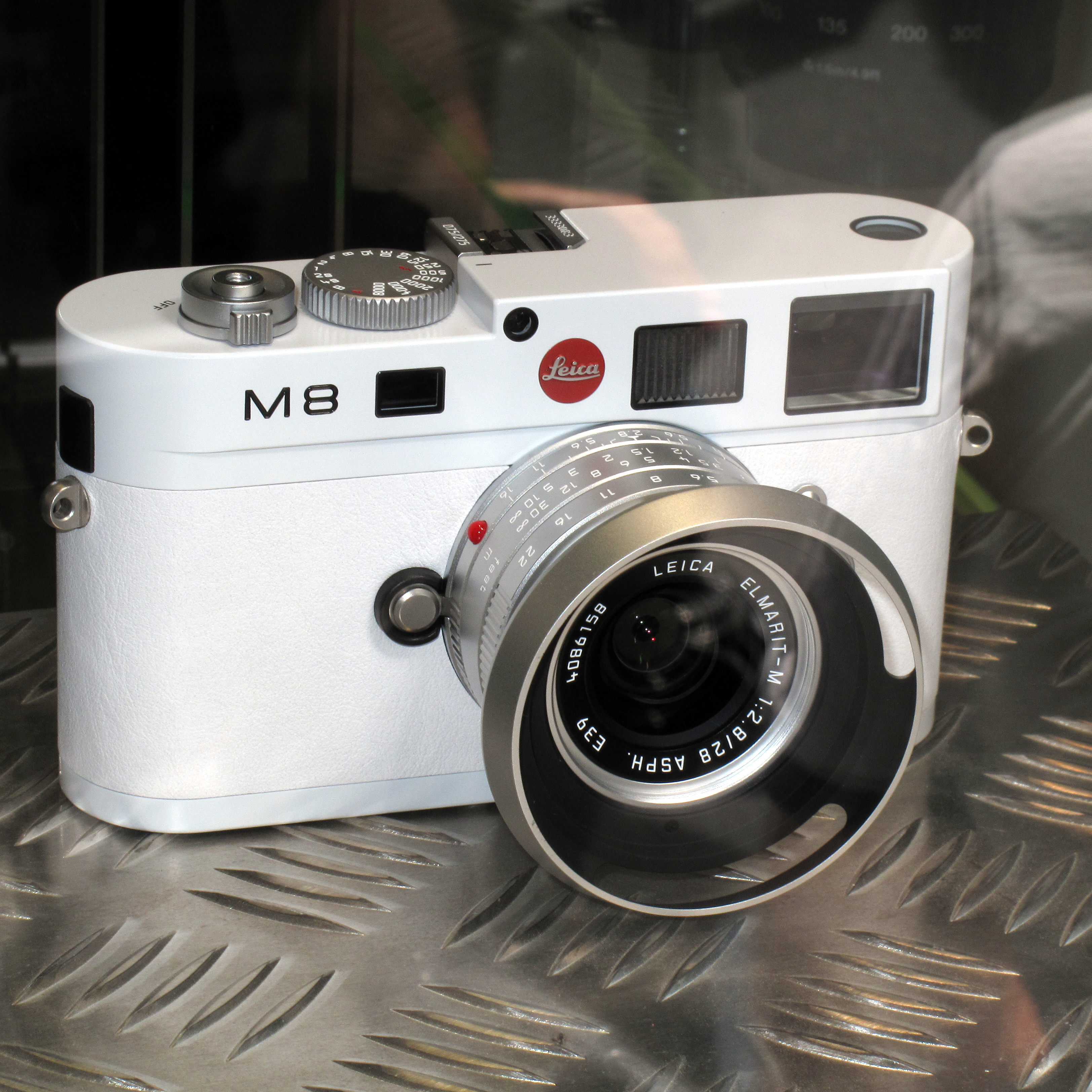
Leica M8 White edition

El 2009 es va presentar aquesta edició limitada de 275 unitats de l'M8, la qual s'oferia amb un objectiu Leica Elmarit-M 28 mm f/2.8 ASPH anoditzat en plata, més un para-sol metàl·lic de disseny clàssic i un filtre E39 UV/IR platejat. El kit també incloïa una corretja de transport blanca de cuir feta especialment per a aquesta edició.